# 天主教衡州教区
天主教衡州教区（拉丁語：Dioecesis Hemceuvensis）是天主教在中国湖南省南部设立的一个教区。
1930年7月23日，罗马教廷从长沙代牧区分设衡州代牧区。仍属意大利方济各会管理。辖区面积30,000平方公里。1946年4月11日升格为衡州教区 。1950年有信徒12,085人。1999年，中國的官方教會將包括衡州教區在內的湖南省所有教區合併為一個「湖南教區」，但未受宗座承認。

## 歷任牧長

### 衡州代牧区宗座代牧
- 柏长青（義大利語：Raffaelangelo Palazzi）主教（Bishop Raffaele Angelo Palazzi, O.F.M.），1930年7月23日—1946年4月11日

### 衡州教区
- 柏长青主教（Bishop Raffaele Angelo Palazzi, O.F.M.），1946年4月11日—1951年2月1日
- 万次章主教（Bishop Joseph Wan Ci-zhang, O.F.M.），1952年2月14日—1961年3月
- 郭則謙主教（Bishop Tarcisius Guo Ze-qian），自選自聖，後未獲宗座認可，1958年10月23日—1977年[4][5]
- 教座出缺（1977年-現在）
  - 屈藹林總主教（Archbishop Methodius Qu Ai-lin），宗座署理。自選自聖，獲教宗認可，2012年4月25日